# Scylla Glacier
Scylla Glacier är en glaciär i Antarktis. Den ligger i Östantarktis. Australien gör anspråk på området. Scylla Glacier ligger 1 487 meter över havet.
Terrängen runt Scylla Glacier är huvudsakligen platt, men åt sydost är den kuperad. Scylla Glacier ligger uppe på en höjd. Trakten är obefolkad. Det finns inga samhällen i närheten.